# Mighty Morphin Alien Rangers
Mighty Morphin Alien Rangers – amerykański miniserial z 1996 roku, wchodzący w skład Power Rangers, oparty na japońskim serialu tokusatsu Ninja Sentai Kakuranger.
10-odcinkowy miniserial stanowi bezpośrednią kontynuację trzeciego sezonu Mighty Morphin Power Rangers i jest jednocześnie wprowadzeniem do kolejnego sezonu serii – Power Rangers Zeo.
Zgodnie z oficjalną numeracją, zaprezentowaną przez Saban Entertainment w oficjalnej kolekcji DVD, Mighty Morphin Alien Rangers jest oznaczone jako sezon 3,5 i zajmuje miejsce pomiędzy trzecim sezonem Mighty Morphin Power Rangers oraz czwartym sezonem w historii serialu – Power Rangers Zeo.
Premiera produkcji odbyła się 7 lutego 1996 roku w Stanach Zjednoczonych, na antenie stacji Fox Kids. Finałowy odcinek został wyemitowany 17 lutego 1996 roku na tym samym kanale. Polska premiera serialu miała miejsce w 1999 roku na antenie Polsatu.
Jest to pierwsza seria w historii Power Rangers, która skupia się wokół innej drużyny, posiadającej inne kostiumy (Mighty Morphin Power Rangers wykorzystywało kostiumy rangersów z Kyōryū Sentai Zyuranger oraz Gosei Sentai Dairanger, z kolei Mighty Morphin Alien Rangers z Ninja Sentai Kakuranger).

## Fabuła
Kiedy drużyna Mighty Morphin Power Rangers zostaje zamieniona w dzieci, kolejni kosmici przybywają na Ziemię, tym razem w celu obrony planety. To Mighty Morphin Alien Rangers, pochodzący z planety Aquitar, którzy kontynuują walkę z Lordem Zeddem i Ritą Odrazą, podczas gdy członkowie ziemskiej drużyny Power Rangers wyruszają w niebezpieczną podróż po kryształy Zeo, które mogą przywrócić ich prawidłowy wiek.

## Obsada
Poniższa lista przedstawia głównych bohaterów serialu Mighty Morphin Alien Rangers wraz z nazwiskami odtwórców ról.

### Rangersi
| Ranger                   | Postać   | Aktor         |
| ------------------------ | -------- | ------------- |
| Czerwony Aquitar Ranger  | Aurico   | David Bacon   |
| Biała Aquitar Rangerka   | Delphine | Rajia Baroudi |
| Niebieski Aquitar Ranger | Cestro   | Karim Prince  |
| Żółty Aquitar Ranger     | Tideus   | Jim Gray      |
| Czarny Aquitar Ranger    | Corcus   | Alan Palmer   |

### Sprzymierzeńcy
- Zordon (David Fielding) – stary i potężny mędrzec z planety Eltar, który wezwał rangersów z planety Aquitar na pomoc Ziemi.
- Alpha 5 (głos: Richard Steven Horvitz) – robot-asystent Zordona, przyjaciel rangersów.
- Tommy Oliver (dziecko: Michael R. Gotto; nastolatek: Jason David Frank) – były Biały Ranger z serii Mighty Morphin.
- Rocky DeSantos (dziecko: Michael J. O'Laskey II; nastolatek: Steve Cardenas) – były Czerwony Ranger z serii Mighty Morphin.
- Adam Park (dziecko: Matthew Sakimoto; nastolatek: Johnny Yong Bosch) – były Czarny Ranger z serii Mighty Morphin.
- Billy Cranston (dziecko: Justin Timsit; nastolatek: David Yost) – były Niebieski Ranger z serii Mighty Morphin.
- Aisha Campbell (dziecko: „Sicily”; nastolatka: Karan Ashley) – była Żółta Rangerka z serii Mighty Morphin.
- Katherine Hillard (dziecko: Julia Jordan; nastolatka: Catherine Sutherland) – była Różowa Rangerka z serii Mighty Morphin.
- Tanya Sloan (dziecko: Khanya Mkhize; nastolatka: Nakia Burrise) – pomogła Aishy w zdobyciu kryształu Zeo.
- Mięśniak (dziecko: Cody Slaton; nastolatek: Paul Schrier)
- Czacha (dziecko: Ross J. Samya; nastolatek: Jason Narvy)

### Wrogowie
- Lord Zedd (Ed Neil, głos: Robert Axelrod) – Imperator Zła, jeden z głównych antagonistów serii Mighty Morphin.
- Rita Odraza (Carla Perez, głos: Barbara Goodson) – zła czarownica, żona Lorda Zedda, jedna z głównych antagonistów serii Mighty Morphin.
- Złoty (ang.: Goldar; Kerrigan Mahan) – główny wojownik Rity Odrazy i Lorda Zedda.
- Rito Revolto (Danny Wayne Stallcup, głos: Bob Papenbrook) – niezbyt inteligentny brat Rity Odrazy.
- Mistrz Vile (głos: Tom Wyner) – mistrz zła, rządzący galaktyką M51, ojciec Rity Odrazy i Rita Revolto.

## Muzyka tytułowa
Go Go Alien Rangers, to muzyka tytułowa serii Mighty Morphin Alien Rangers, wykorzystana m.in. w czołówce serialu. Dodatkowo utwór pojawiał się kilkukrotnie w trakcie odcinków, w wersji z wokalem oraz instrumentalnej.
Utwór Go Go Alien Rangers jest zmodyfikowaną wersją utworu Go Go Power Rangers z serii Mighty Morphin Power Rangers. Jedyna różnica to zmiana tekstu piosenki, w którym Power Rangers zostali zastąpieni przez Alien Rangers.
Podobnie jak oryginalna wersja Go Go Power Rangers, utwór Go Go Alien Rangers został skomponowany i wykonany przez Rona Wassermana.

## Wersja polska
Wersja polska: Studio TELEFILM

Udział wzięli:
- Beata Olga Kowalska – role żeńskie
- Paweł Siedlik – role męskie
- Grzegorz Pawlak – role męskie

W Polsce tę serię można było oglądać w wersji lektorskiej w telewizji Polsat (wszystkie odcinki). Premiera w Polsce miała miejsce w 1999 roku w Polsacie.

## Spis odcinków
| Premiera w USA                           | Premiera w Polsce | N/o | Nr w serii | Polski tytuł                 | Angielski tytuł          |
| ---------------------------------------- | ----------------- | --- | ---------- | ---------------------------- | ------------------------ |
|                                          |                   |     |            |                              |                          |
| SEZON 3.5 – MIGHTY MORPHIN ALIEN RANGERS |                   |     |            |                              |                          |
|                                          |                   |     |            |                              |                          |
| 05.02.1996                               | 28.02.1999        | 146 | 1          | Rangersi na planecie Aquitar | Alien Rangers of Aquitar |
|                                          |                   |     |            | Rangersi na planecie Aquitar | Alien Rangers of Aquitar |
| 06.02.1996                               | 06.03.1999        | 147 | 2          | Rangersi na planecie Aquitar | Alien Rangers of Aquitar |
|                                          |                   |     |            |                              |                          |
| 07.02.1996                               | 07.03.1999        | 148 | 3          | Wejście Rangerów             | Climb Every Fountain     |
|                                          |                   |     |            |                              |                          |
| 08.02.1996                               | 13.03.1999        | 149 | 4          | Pułapka                      | The Alien Trap           |
|                                          |                   |     |            |                              |                          |
| 10.02.1996                               | 14.03.1999        | 150 | 5          | Pechowa 60 wkracza do akcji  | Attack of the 60’ Bulk   |
|                                          |                   |     |            |                              |                          |
| 12.02.1996                               | 20.03.1999        | 151 | 6          | Rzeka Myślenia               | Water You Thinking?      |
|                                          |                   |     |            |                              |                          |
| 13.02.1996                               | 21.03.1999        | 152 | 7          | Siła Pająka                  | Along Came a Spider      |
|                                          |                   |     |            |                              |                          |
| 14.02.1996                               | 27.03.1999        | 153 | 8          | Rozsiewanie woli zła         | Sowing the Seas of Evil  |
|                                          |                   |     |            |                              |                          |
| 15.02.1996                               | 28.03.1999        | 154 | 9          | Zachód Słońca                | Hogday Afternoon         |
|                                          |                   |     |            | Zachód Słońca                | Hogday Afternoon         |
| 17.02.1996                               | 03.04.1999        | 155 | 10         | Zachód Słońca                | Hogday Afternoon         |
|                                          |                   |     |            |                              |                          |